# Соколов, Дмитрий Олегович
Дми́трий Оле́гович Соколо́в (род. 1 марта 1988, Стрежевой, Томская область) — российский футболист, защитник и полузащитник.

## Карьера
В Москву переехал в 1997 году. Футболом начал заниматься в 1998 году в ДЮСШ «Трудовые резервы». В 2002 году перешёл в ФШМ-Торпедо. Воспитанник московского «Торпедо». В 2004 году был заявлен «чёрно-белыми» для участия в турнире дублёров, однако на поле так и не вышел. С 2005 по 2006 год провёл 32 матча в первенстве дублёров, в которых забил 3 гола. В том же 2006-м году состоялся дебют Соколова в Премьер-лиге, 22 октября против московского «Спартака», выйдя на замену Дмитрию Голубову, также он регулярно выходил на поле в концовке чемпионата, так в последних 7-ми турах того сезона он сыграл в 6 матчах, всего же в том году он принял участие в 7 играх Премьер-лиги и 13-ти в турнире дублирующих команд. В 2007 году он вместе с ФК «Торпедо» отправился в Первый дивизион, где в первом же сезоне закрепился в основном составе. Летом 2007 года Соколов мог оказаться в московском ЦСКА, куда он мог отправиться вслед за своим ровесником и бывшим одноклубником по ФК «Торпедо» Павлом Мамаевым. Всего же в Первом дивизионе он провёл 68 матчей, забил 6 голов.
После того как стало окончательно ясно, что ФК «Торпедо» начнёт сезон 2009 года в первенстве ЛФЛ, Соколову поступило предложение поехать на просмотр в «Амкар», не исключён был вариант и перехода в другой клуб первого дивизиона — ФК «Урал», однако Соколов принял решение ехать в Пермь, где им интересовались и ранее, но так как заявочные сроки уже истекли, Соколову пришлось ждать до августа, когда начнётся летнее дозаявочное трансферное окно, параллельно тренируясь с основным составом ФК «Амкара». Во втором круге сезона 2009 года Дмитрий сыграл 8 матчей, четыре из них — в стартовом составе. В Чемпионате РФПЛ в 2010 году участвовал в 8 матчах и забил 1 гол. В пермской команде Рашид Рахимов использовал Соколова как на фланге полузащиты, так и на фланге обороны.
12 апреля 2011 года подписал контракт с саратовским «Соколом» сроком на 1,5 года. 25 июля 2011 года покинул клуб.
С августа 2011 по июнь 2012 выступал в ФНЛ за ФК «Химки». В котором участвовал в 9 матчах и забил 1 гол.
Летом 2012 года вернулся в «Сокол». Поразил ворота соперников 10 раз в 25 матчах первенства ПФЛ и 2 раза в Кубке России.
С лета 2013 играл за воронежский «Факел». В составе команды провёл 36 игр в первенстве ПФЛ и забил 4 гола. В Кубке России отметился 1 голом в 2 встречах.
В апреле 2015 перешёл в ФК «Химик» (Дзержинск), сыграл 5 матчей в первенстве ФНЛ и забить 1 гол. ФК «Химик» не смог удержаться в ФНЛ.
Является игроком центра поля, но в ФК «Торпедо» в сезоне 16/17 из за нехватки кадров был переучен на позицию центрального защитника. В сезоне 2015/16 провел 25 матчей и забил 2 гола. А в сезоне 2016/17 в 20-ти матчах забил 4 гола.
В июле 2017 года подписал годичное соглашение с ФК «Томь». Дебютировал 8 июля 2017 года в матче с ФК «Кубань». 15 июля во Владивостоке в матче с ФК «Луч» получил травму колена, которая, как не позволила продолжать карьеру профессионального футболиста, и в январе 2018 года по обоюдному соглашению контракт был расторгнут.
В 2021-2022 гг. являлся главным тренером любительского футбольного клуба «Торпедо» (Московская область), выступавшего в чемпионате Московской области.